# 佐藤榛夏
佐藤 榛夏（さとう はるか、8月13日 - ）は、日本の女性声優。千葉県出身。アイムエンタープライズ所属。

## 来歴
日本ナレーション演技研究所出身。

## 人物
方言は三河弁。
趣味・スポーツはカラオケ、ゲーム、マーダーミステリー、TRPG、映像編集。特技は歌、ピアノ。
資格は普通自動車免許、秘書技能検定2級、英検準2級。
2024年5月26日には、ウマ娘声優として2週間前のヴィクトリアマイルに続いてダービーにて高配当単勝を的中させ話題になった。

## 出演

### テレビアニメ
2022年
- アイドリッシュセブン Third BEAT!（女性ファンB）

2023年
- 名探偵コナン（ホステス）
- 白聖女と黒牧師（街人）
- 豚のレバーは加熱しろ（街の人々、大勢の観客）

2024年
- 烏は主を選ばない（秋殿の女房、北領の子ども）
- 花野井くんと恋の病（観客）
- ヴァンパイア男子寮（メイドA）
- かつて魔法少女と悪は敵対していた。（街の人）
- 【推しの子】（笑美里の母）
- 転生したらスライムだった件（ガンマ、デルタ）
- ぷにるはかわいいスライム（生徒）
- トリリオンゲーム（2024年 - 2025年、北海道の客、同級生）

2025年
- 妖怪学校の先生はじめました!（泥田姉）
- Unnamed Memory Act.2（女魔法士）
- 薬屋のひとりごと（姉の声）
- 聖女なのに国を追い出されたので、崩壊寸前の隣国へ来ました（メイピス）
- どうせ、恋してしまうんだ。
- ドラえもん（テレビ朝日版第2期）（審判の子、リポーター）
- 炎炎ノ消防隊 参ノ章（アナウンス）
- えぶりでいホスト（女性客、マユミ、友人）
- Turkey!（村人）
- 帝乃三姉妹は案外、チョロい。（ドルフィントレーナー）

### 劇場アニメ
- きみの色（2024年、女子生徒達）
- 劇場版 オーバーロード 聖王国編（2024年）

### Webアニメ
- タコピーの原罪（パタパタつばさの音声[16][初出 5]、近所の人[16][初出 19]）

### ゲーム
2023年
- アリスフィクション（ユノ）
- DISLYTE-神世代ネオンシティ-（アンナ）
- ブラウンダスト（リリカ）

2024年
- ウマ娘 プリティーダービー（シーザリオ）
- クイズRPG 魔法使いと黒猫のウィズ（ディレア・ボタイン、ガスタ・ラブレス、コテツ・イイモリ）
- ユニコーンオーバーロード（エルヘイム賢人、傭兵（タイプB）/ NPC）
- 東京ディバンカー（プレイヤーキャラクター）
- 東方LostWord（摩多羅隠岐奈）

2025年
- アサルトリリィ Last Bullet（佐野桜花）

### BLCD
- 愛飢え、もっと（女子A）
- フロウフルレメディ（レン（幼少期）[23]）

### 吹き替え

#### 映画
- タロット 死を告げるカード（エーリス〈ラーセン・トンプソン〉[24]）

#### ドラマ
- 代理リベンジ

#### テレビ番組
- ソーイング・ビー6（ブローガン[17]）
- ネクスト・イン・ファッション（メーガン・オカイン[17]）

### ボイスドラマ
- 戦国繚乱美少女伝（2025年、浅井兵A、明智左馬助、木下祐久、幕府兵I）

### ボイスコミック
- さいくるびより（本音きょーこ）
- ドリトライ（優華[17]）
- 踏んだり、蹴ったり、愛したり（会社員B[17]）
- 夢なら醒めてよ（本城ユウ）
- クールな同僚の彼氏モードが甘すぎる（澤谷陽毬[25]）

## ディスコグラフィ

### キャラクターソング
| 発売日        | 商品名                                    | 歌 | 楽曲                     | 備考                                      |
| ------------- | ----------------------------------------- | --- | ------------------------ | ----------------------------------------- |
| 2024年3月6日  | ウマ娘 プリティーダービー WINNING LIVE 16 | スペシャルウィーク（和氣あず未）、オグリキャップ（高柳知葉）、ゴールドシップ（上田瞳）、ナリタブライアン（衣川里佳）、タマモクロス（大空直美）、マンハッタンカフェ（小倉唯）、アグネスタキオン（上坂すみれ）、サトノダイヤモンド（立花日菜）、キタサンブラック（矢野妃菜喜）、サクラローレル（真野美月）、ヴィルシーナ（奥野香耶）、ジャングルポケット（藤本侑里）、ドゥラメンテ（秋奈）、ラインクラフト（小島菜々恵）、シーザリオ（佐藤榛夏)、オルフェーヴル（日笠陽子）、ジェンティルドンナ（芹澤優）、ウインバリアシオン（月城日花）                                                              | 「U.M.A. NEW WORLD!!」   | ゲーム『ウマ娘 プリティーダービー』関連曲 |
| 2024年3月6日  | ウマ娘 プリティーダービー WINNING LIVE 16 | スペシャルウィーク（和氣あず未）、オグリキャップ（高柳知葉）、ゴールドシップ（上田瞳）、ナリタブライアン（衣川里佳）、タマモクロス（大空直美）、マンハッタンカフェ（小倉唯）、アグネスタキオン（上坂すみれ）、サトノダイヤモンド（立花日菜）、キタサンブラック（矢野妃菜喜）、サクラローレル（真野美月）、サトノクラウン（鈴代紗弓）、シュヴァルグラン（夏吉ゆうこ）、ヴィルシーナ（奥野香耶）、ジャングルポケット（藤本侑里）、ドゥラメンテ（秋奈）、ラインクラフト（小島菜々恵）、シーザリオ（佐藤榛夏）、オルフェーヴル（日笠陽子）、ジェンティルドンナ（芹澤優）、ウインバリアシオン（月城日花） | 「うまぴょい伝説」       | ゲーム『ウマ娘 プリティーダービー』関連曲 |
| 2024年4月17日 | ウマ娘 プリティーダービー WINNING LIVE 18 | シーザリオ（佐藤榛夏） | 「朝露は大河の夢を見る」 | ゲーム『ウマ娘 プリティーダービー』関連曲 |
| 2024年4月17日 | ウマ娘 プリティーダービー WINNING LIVE 18 | メジロライアン（土師亜文）、アイネスフウジン（長江里加）、ウイニングチケット（渡部優衣）、トーセンジョーダン（鈴木絵理）、ビコーペガサス（田中あいみ）、イクノディクタス（田澤茉純）、ヤエノムテキ（日原あゆみ）、ナリタトップロード（中村カンナ）、ワンダーアキュート（須藤叶希）、ドゥラメンテ（秋奈）、ラインクラフト（小島菜々恵）、シーザリオ（佐藤榛夏）、エアメサイア（根本優奈）、デアリングハート（希水しお） | 「うまぴょい伝説」       | ゲーム『ウマ娘 プリティーダービー』関連曲 |
| 2024年6月26日 | ウマ娘 プリティーダービー WINNING LIVE 19 | スティルインラブ（宮下早紀）、ラインクラフト（小島菜々恵）、シーザリオ（佐藤榛夏）、エアメサイア（根本優奈）、デアリングハート（希水しお） | 「Unite!!」              | ゲーム『ウマ娘 プリティーダービー』関連曲 |
| 2024年6月26日 | ウマ娘 プリティーダービー WINNING LIVE 19 | マンハッタンカフェ（小倉唯）、ミホノブルボン（長谷川育美）、アグネスタキオン（上坂すみれ）、アドマイヤベガ（咲々木瞳）、ヴィブロス（伊藤彩沙）、ダンツフレーム（福嶋晴菜）、ジャングルポケット（藤本侑里）、スティルインラブ（宮下早紀）、ネオユニヴァース（白石晴香）、ラインクラフト（小島菜々恵）、シーザリオ（佐藤榛夏）、エアメサイア（根本優奈）、デアリングハート（希水しお） | 「うまぴょい伝説」       | ゲーム『ウマ娘 プリティーダービー』関連曲 |

### 初出話一覧
1. ↑  第25話初出
2. ↑  第1084話初出
3. 1 2  第11話初出
4. 1 2  第2話初出
5. 1 2 3  第3話初出
6. 1 2 3  第1話初出
7. ↑  第9話初出
8. 1 2  第18話初出
9. 1 2  第71話初出
10. 1 2  第5話初出
11. 1 2  第20話初出
12. ↑  第10話初出
13. ↑  第13話初出
14. ↑  第14話初出
15. ↑  第28話初出
16. ↑  第771話初出
17. ↑  第774話初出
18. ↑  第19話初出
19. 1 2  第4話初出
20. ↑  第6話初出